# Leioproctus ignicolor
Leioproctus ignicolor là một loài Hymenoptera trong họ Colletidae. Loài này được Maynard mô tả khoa học năm 1992.